# Dinorfine
Le dinorfine sono dei peptidi oppioidi endogeni che derivano dalla prodinorfina il cui taglio proteolitico produce la α-neoendorfina, la β-neoendorfina, la dinorfina A e la dinorfina B. Questa famiglia di peptidi endogeni è quella che mostra la maggiore affinità di legame per i recettori κ e la minore per i recettori μ e i δ.